# Austrheithrus dubitans
Austrheithrus dubitans är en nattsländeart som beskrevs av Mosely in Mosely och Douglas E. Kimmins 1953. Austrheithrus dubitans ingår i släktet Austrheithrus och familjen Philorheithridae. Inga underarter finns listade i Catalogue of Life.